# Passage Jouffroy
Le passage Jouffroy est un passage couvert parisien situé dans le 9e arrondissement, entre le boulevard Montmartre au sud et la rue de la Grange-Batelière au nord.

## Situation et accès
Le passage Jouffroy est un passage couvert du sud du 9e arrondissement de Paris, à la limite avec le 2e arrondissement. Il débute au sud entre les 10 et 12, boulevard Montmartre et se termine au nord au 9, rue de la Grange-Batelière.
Chaque passage mesure environ 140 m de long, pour 4 m de large. Environ 80 m à partir de son début sur le boulevard Montmartre, le passage tourne à angle droit et parcourt quelques mètres vers l'ouest afin de descendre quelques marches. Il repart ensuite en direction du nord jusqu'à son débouché sur la rue de la Grange-Batelière. Ce décrochement en forme de double « L » rattrape une petite dénivellation sur le dernier tronçon, imposée par la configuration irrégulière des trois parcelles sur lesquelles le passage a été construit. Cette dernière partie du passage est particulièrement étroite, ne laissant la place qu'au couloir et à une boutique.
Le passage des Panoramas s'ouvre dans le prolongement du passage Jouffroy de l'autre côté du boulevard Montmartre. Le passage Verdeau fait de même de l'autre côté, après la traversée de la rue de la Grange-Batelière.
Le passage est couvert par une verrière en métal et en verre. Une horloge décorée de stucs surplombe l'allée. Le sol est dallé d'un motif géométrique composé de carrés blancs, gris et noirs.

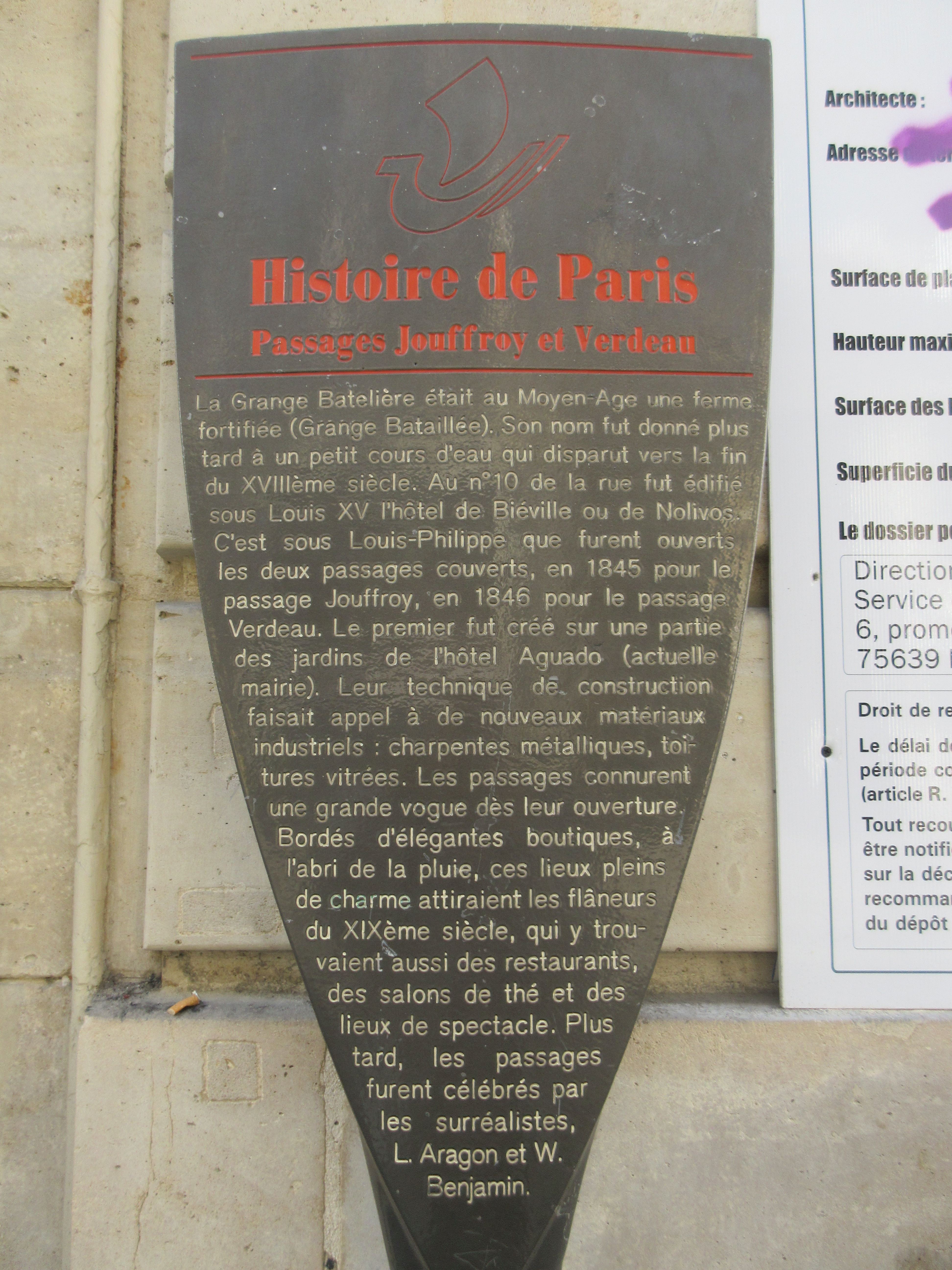
Panneau Histoire de Paris
« Passages Jouffroy et Verdeau ».

Les stations de métro les plus proches sont Grands Boulevards (lignes 8 et 9), 100 m à l'est en remontant le boulevard Montmartre, et Richelieu - Drouot (mêmes lignes), 130 m à l'ouest.

## Origine du nom
Elle porte le nom de Félix de Jouffroy-Gonsans  (1791-1863), propriétaire des terrains sur lesquels la voie fut ouverte.

## Historique
Le passage occupe l’emplacement d’une partie du jardin potager de l’hôtel Crozat.
Au XVIIIe siècle, une maison était située entre les nos 10 et 12 du boulevard Montmartre . Elle abritait l’ambassade de Turquie. En 1829, l’immeuble sert de résidence à Rossini, Boieldieu, Carafa et Mademoiselle Mars. En 1836, il est démoli.
En 1846, la construction du « Grand hôtel de la terrasse Jouffroy» (aujourd’hui « hôtel Ronceray ») offre une entrée majestueuse au passage. Celui-ci est animé par des tailleurs, des lingères, des cafés « avec billards » et des coiffeurs. En 1851, le gros lot d’une loterie, « le lingot d’or », est exposé sur un trône et attire une foule considérable.
Le passage Jouffroy est édifié en 1845 dans le prolongement du passage des Panoramas, afin de profiter de la popularité de ce dernier. Pour sa gestion, une compagnie privée est formée, présidée par le comte Félix de Jouffroy-Gonsans, qui lègue son nom au passage, et monsieur Verdeau, qui laisse le sien au passage édifié dans le prolongement de celui-ci, le passage Verdeau. Le passage est édifié par les architectes François-Hippolyte Destailleur et Romain de Bourges. La façade initiale sur le boulevard Montmartre était l'oeuvre des sculpteurs-ornemanistes Michel Liénard et Émile Knecht.
Le passage Jouffroy est un témoin de l'importante évolution technologique du XIXe siècle et de la maîtrise des structures en fer ; c'est le premier passage parisien entièrement construit en métal et en verre. Seuls les éléments décoratifs sont en bois. Il s'agit également du premier passage chauffé par le sol.
Au début des années 1880, Arthur Meyer, fondateur du journal Le Gaulois, s’associe au caricaturiste Alfred Grévin pour créer une galerie de personnages en cire sur un terrain adjacent au passage. Elle est inaugurée le 10 janvier 1882 et a pris depuis le nom de musée Grévin. La sortie du musée, ornée d'un décor composé de divers personnages, se situe dans le passage et contribue pour une large part à son succès. Néanmoins, au début du XXe siècle, l'animation du passage déclina, et il faillit être démoli en 1912. En 1932 il fut modernisé et doté de rampes électriques.
En 1974, le passage est inscrit au titre des monuments historiques. Le passage a été entièrement rénové en 1987 et a retrouvé son dallage d'origine. En 2019, le passage Jouffroy a connu une nouvelle rénovation avec notamment la restauration complète des façades intérieures dont celle du fameux Musée Grévin. Six tranches de travaux ont été programmées par le département Patrimoine A26 en collaboration avec AFCB Aménagement pour cette restauration en site occupé d'un édifice classé Monument Historique: menuisiers, peintres décorateurs, électriciens. Toutes ces rénovations témoignent d'un programme précis qui plaçait les passages parisiens comme une offrande urbaine.

## Bâtiments remarquables et lieux de mémoire
- La sortie du musée Grévin se situe à l'intérieur du passage Jouffroy.
- No 46 : hôtel Chopin, l'un des plus anciens de Paris, créé en 1846[7].

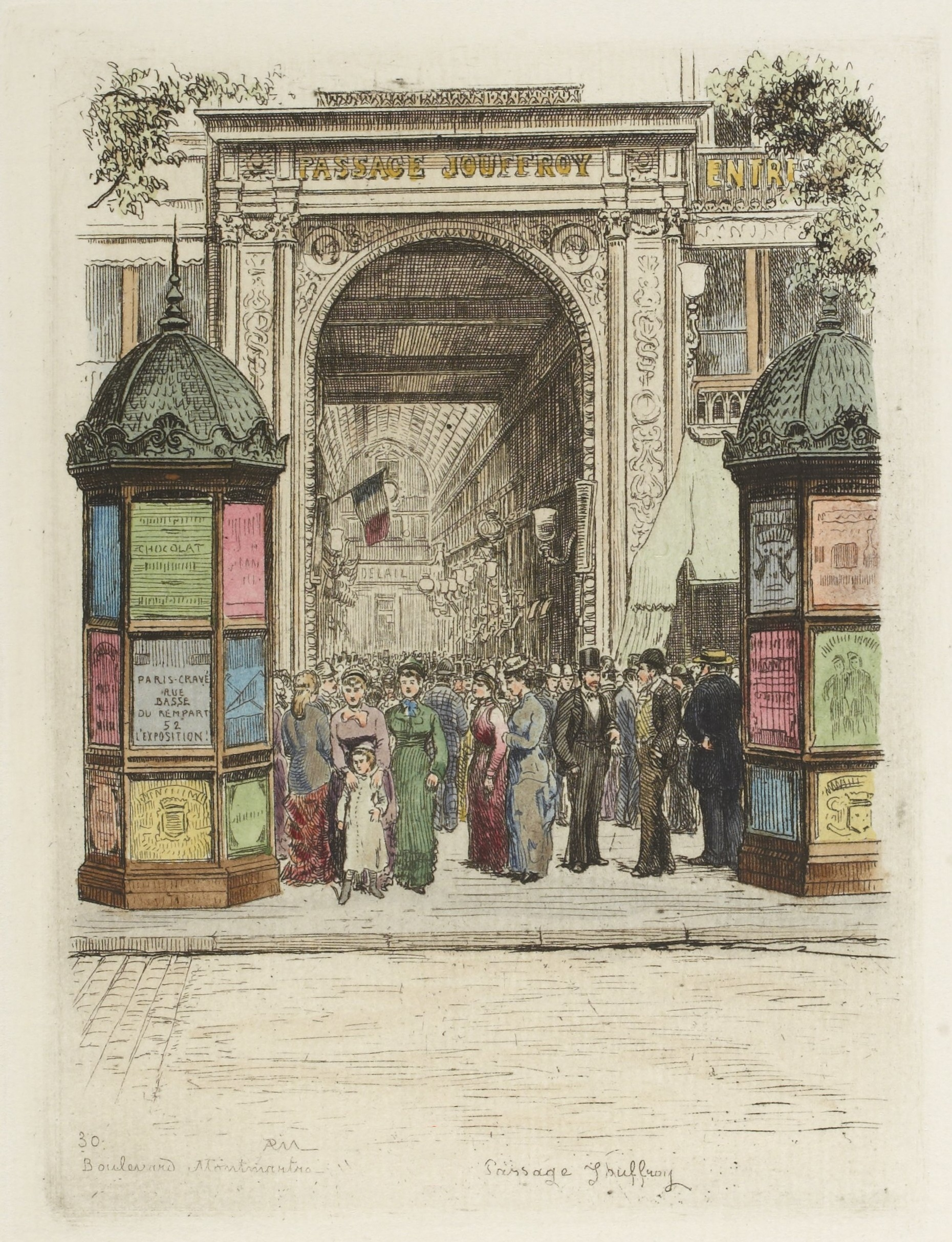
Le passage en 1877 (Dessin du  A.-P. Martial).
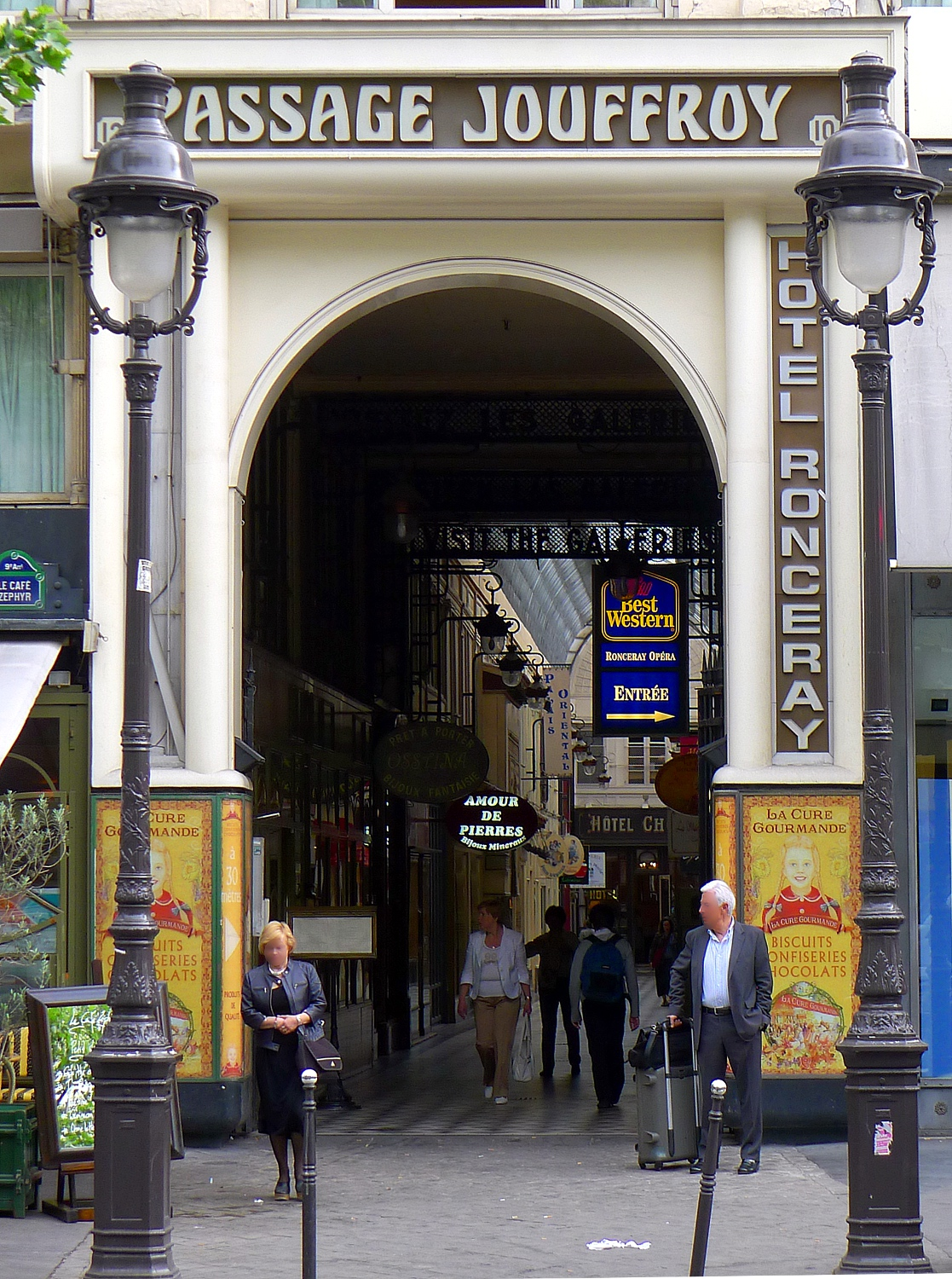
Entrée côté boulevard Montmartre.
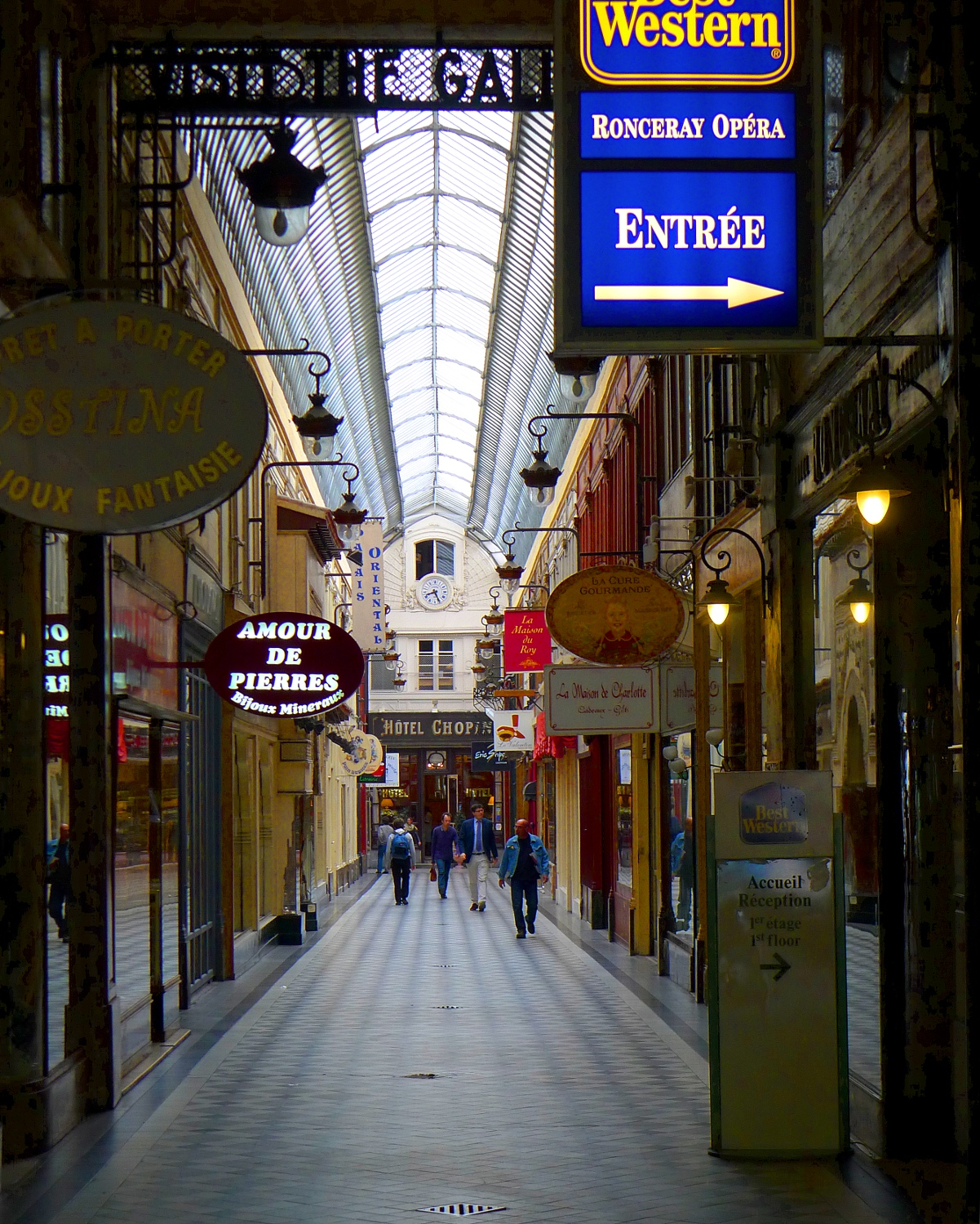
Grande verrière.
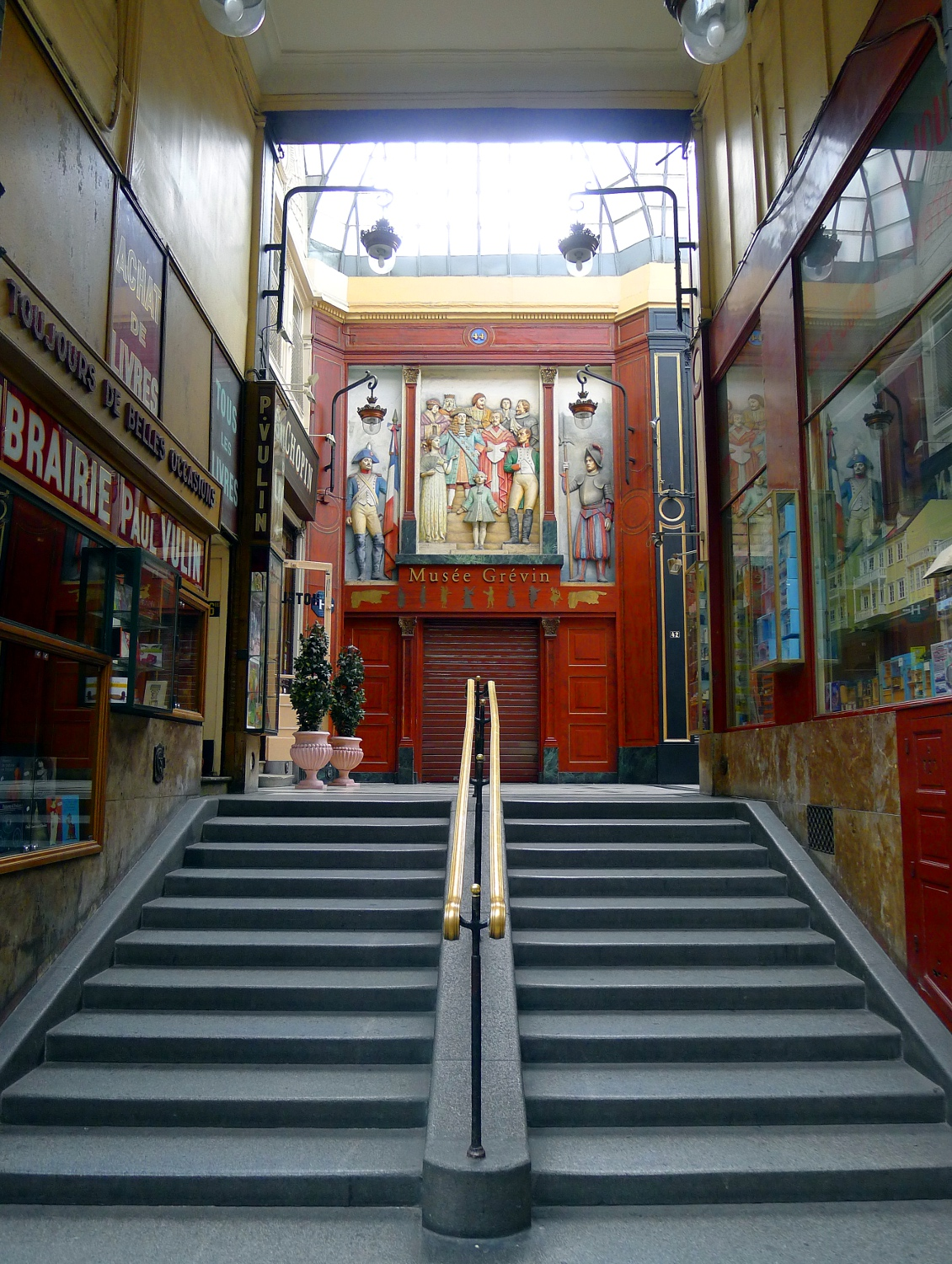
Entrée du musée Grévin.
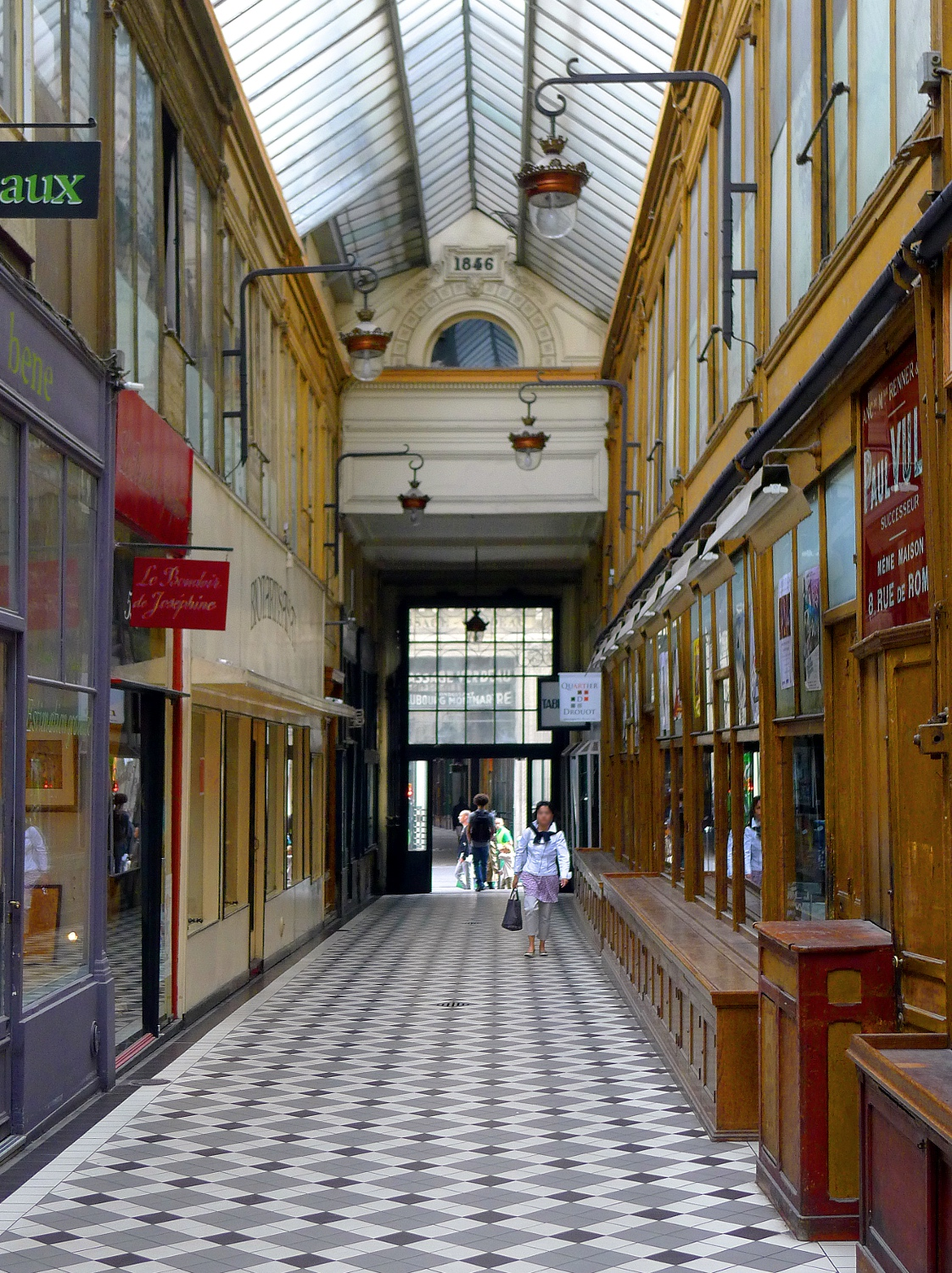
Passage en direction de la rue de la Grange-Batelière.
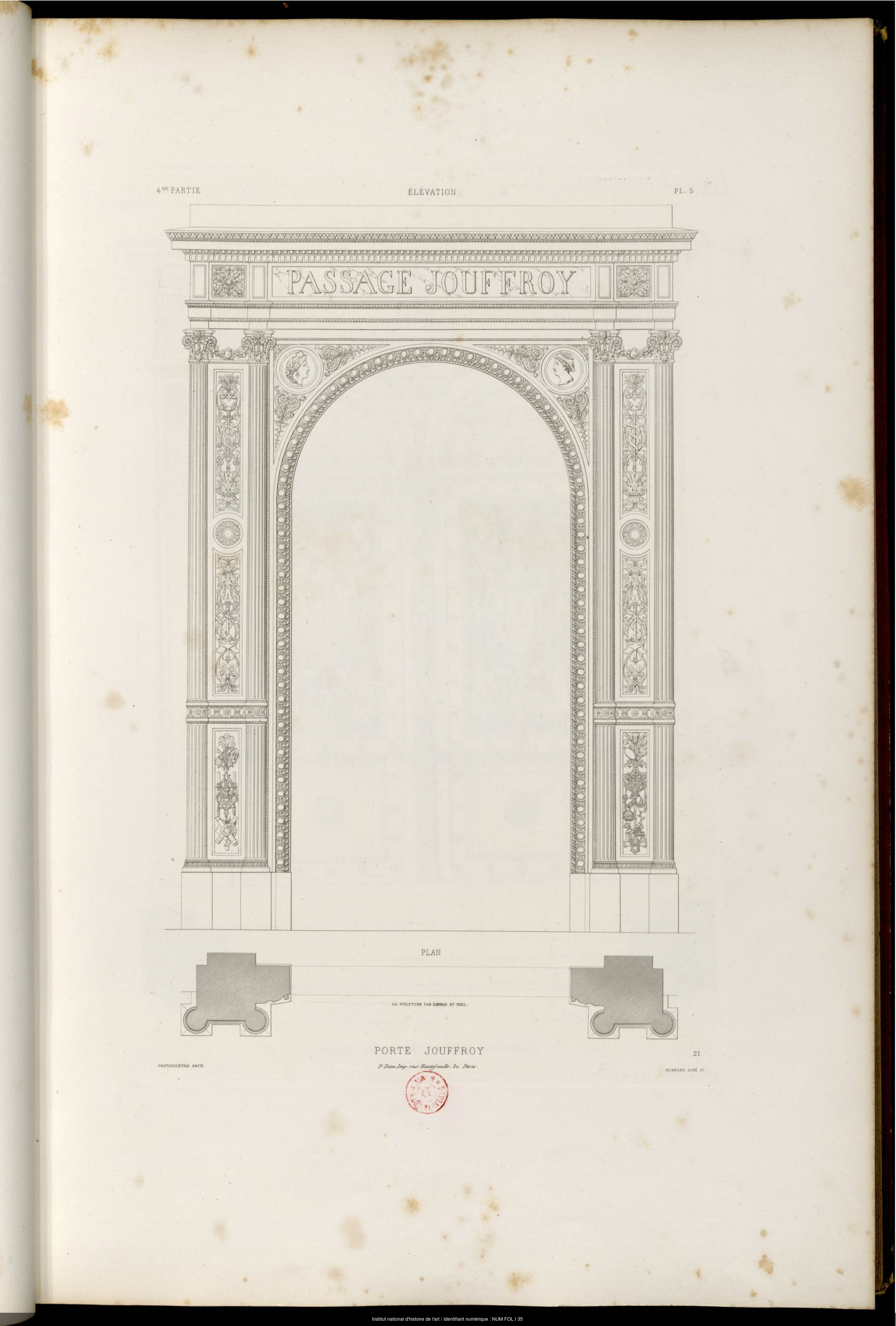
Porte initiale du passage sur le boulevard Montmartre (L. Normand, 1857)
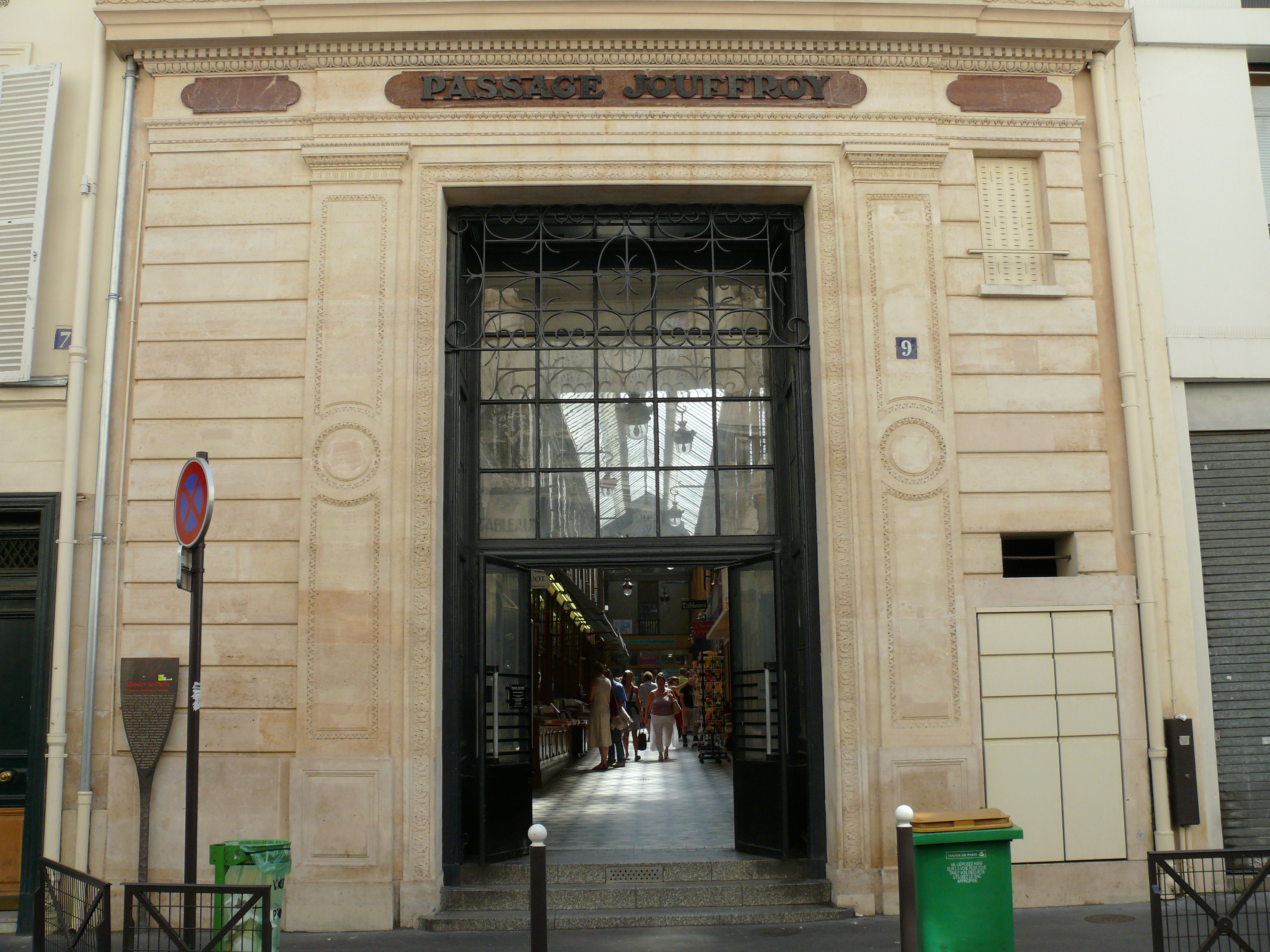
Entrée côté rue de la Grange batelière.
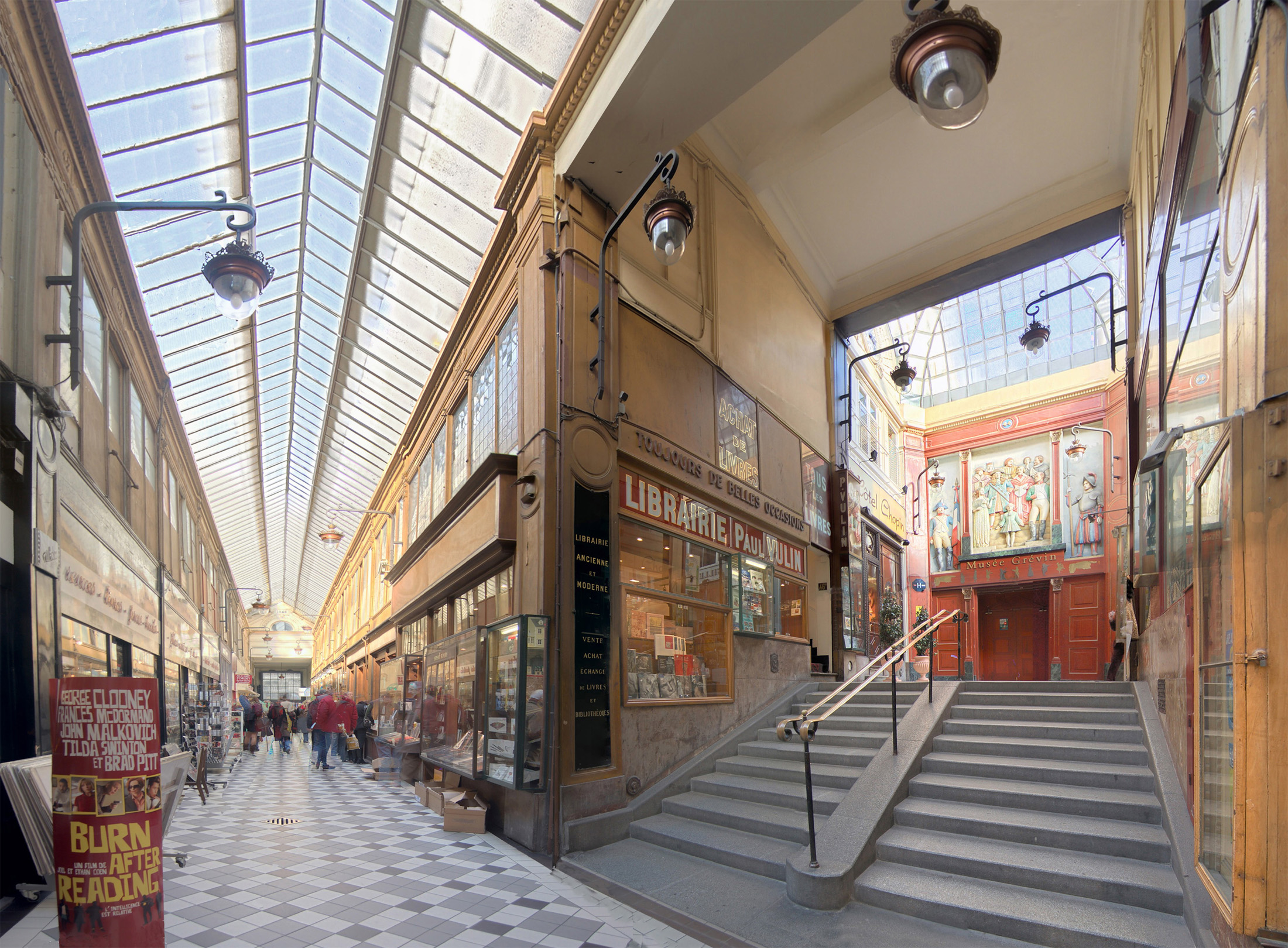
Photo vue côté boulevard Montmartre.